# Attaques de juin 2016 à Mogadiscio
Pour les articles homonymes, voir Attentat de Mogadiscio.
Les attaques de Mogadiscio sont une série d'attaques terroristes survenues les 1er et 2 juin à Mogadiscio, en Somalie, puis à nouveau le 25 juin 2016. Elles font des dizaines de victimes.